# Magas

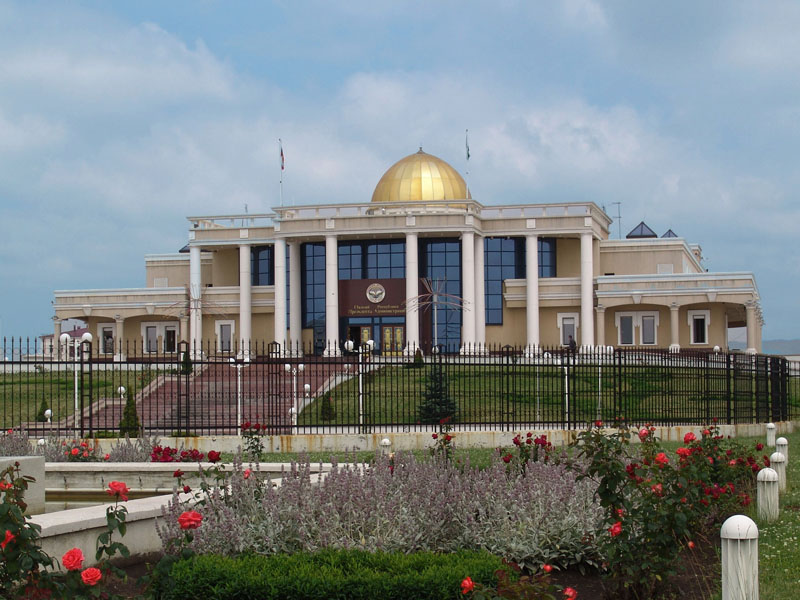
Magas - Palatul prezidențial

Magas (rusă Магас) este un oraș care, din anul 2003, este capitala Ingușetiei din Caucazul de Nord, înlocuind fosta capitală Nazran. În 2015, orașul Magas a avut o populație de 5841 de locuitori. 
Coordonate: 43° 10′ 14" n. Br., 44° 48′ 36" ö. L.